# Торез, Морис

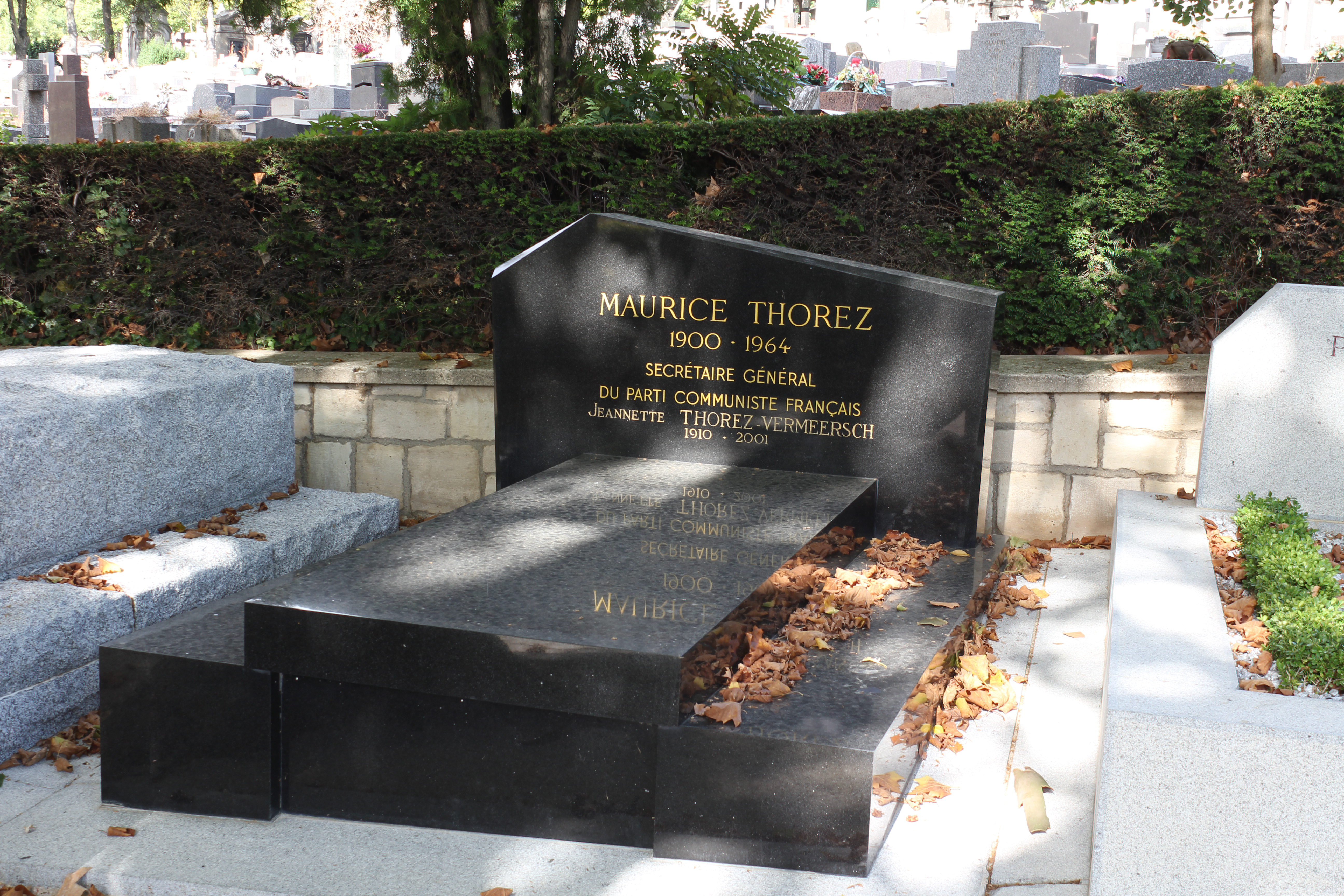
Могила Тореза в Париже

Мори́с Торе́з (фр. Maurice Thorez; 28 апреля 1900, Нуайель-Годо, Па-де-Кале, Франция — 11 июля 1964, теплоход «Литва» (СССР), Стамбул, Турция) — французский государственный и политический деятель, руководитель французского и международного рабочего и коммунистического движения, генеральный секретарь Французской коммунистической партии (1930—1964).

## Биография
Родился в семье шахтёра. До 1920 года работал батраком, шахтёром. В марте 1919 года вступил в Социалистическую партию Франции; активно участвовал в борьбе за её присоединение к Коминтерну. С 1920 года во Французской коммунистической партии, неоднократно арестовывался. Генеральный секретарь ФКП с 1930 года и до мая 1964 года. В 1932 и 1936 годах избирался в Палату депутатов. В 1936 году участвовал в создании Народного фронта и поддержал правительство Леона Блюма (хотя сам и не вошёл в него).
Накануне войны вёл активную антифашистскую деятельность. В 1939 году компартию запретили, Тореза лишили гражданства в феврале 1940 года и отправили на службу в армию. С началом военных действий ему удалось бежать в СССР, и за дезертирство его во Франции заочно судили и приговорили к смертной казни. Находясь в Советском Союзе, продолжал свою политическую деятельность, в частности, в 1940 году подписал манифест, призывающий французский народ к созданию движения Сопротивления с целью отпора немецкой агрессии.
После освобождения Франции в 1944 году президент Ш. де Голль подписал указ о помиловании Тореза, и в ноябре того же года он вернулся на родину, где продолжил политическую деятельность. В 1945 году был восстановлен в гражданстве. Благодаря своей заметной роли в антифашистском Сопротивлении, Французская коммунистическая партия стала после войны одной из самых влиятельных политических сил в стране. Совместно с Социалистической партией ФКП сформировала Народный фронт, от которого М. Торез в 1945 году был избран в Национальное собрание, вошёл в правительство де Голля в качестве государственного министра, а в 1946—1947 годах занимал пост вице-премьера французского правительства. В результате выборов в ноябре 1946 года ФКП получила большинство мест в парламенте, и Торез как глава партии выдвинул свою кандидатуру на пост премьер-министра. При голосовании 5 декабря он получил 261 голос из 579 — ему не хватило 29 голосов. В результате политического кризиса, вызванного, в частности, войной во Французском Индокитае, против которой выступила ФКП, все коммунисты в правительстве Четвёртой республики были отправлены в отставку в мае 1947 года.
После того как Франция вступила в 1949 году в военно-политический блок НАТО и советско-французские отношения ухудшились, М. Торез выдвинул лозунг о том, что французы никогда не будут воевать с советскими людьми, и что мир необходимо сохранять общими усилиями.
10 октября 1950 года Морис Торез перенёс инсульт и с того времени длительное время находился на лечении в СССР. Фактическое руководство в партии перешло к идеологу ФКП Жаку Дюкло. В 1953 году Торез вернулся во Францию и взял руководство партией в свои руки.
В 1950-х годах популярность ФКП существенно снизилась из-за нежелания её руководства и лично генерального секретаря проводить десталинизацию партии после XX съезда КПСС, а также поддержки действий СССР, направленных на подавление венгерского восстания в 1956 году. Это привело к резкому сокращению мест, полученных коммунистами на выборах в парламент, однако М. Торез продолжал оставаться депутатом. В мае 1964 года ослабленный болезнью, он передал пост генерального секретаря ФКП Вальдеку Роше, заняв почётную должность председателя партии.
Умер на борту теплохода ЧМП «Литва» по пути в Ялту во время стоянки в Стамбуле (Турция). Тело было доставлено в болгарскую Варну, а оттуда самолётом «Аэрофлота» в Париж. Похоронен на кладбище Пер-Лашез в Париже.

## Семья
Жена (с 1932 года) — Жаннетта Вермерш-Торез (1910—2001).
Сыновья — Жан (род. 1936), Поль (1940—1994) и Пьер (1946).

## Память
В честь Мориса Тореза в СССР были названы:
- Город Чистяково (Донецкая область, УССР) в 1964 году был переименован в Торез, в 2016 году городу было де-юре возвращено название Чистяково.
- 1-й Московский государственный педагогический институт иностранных языков имени Мориса Тореза[10], (ныне — Московский государственный лингвистический университет)
- Солигорский государственный горно-химический колледж имени Мориса Тореза (Минская область)
- Танкер «Морис Торез» проекта 1552, входивший в состав флота НМП
- Проспект Тореза (Санкт-Петербург)
- Набережная Мориса Тореза (Москва; с 1992 года — Софийская набережная)
- Пляж и санаторий имени Мориса Тореза (Сочи)
- Улица Мориса Тореза в различных населённых пунктах:
  - Улица Мориса Тореза (Димитровград)
  - Улица Мориса Тореза (Евпатория)
  - Улица Мориса Тореза (Нальчик)
  - Улица Мориса Тореза (Нижний Новгород)
  - Улица Мориса Тореза (Новокузнецк)
  - Улица Мориса Тореза (Междуреченск)
  - Улица Мориса Тореза (Самара)
  - Улица Мориса Тореза (Тула)
  - Улица Мориса Тореза (Тюмень)
  - Улица Мориса Тореза (Ялта, пгт. Отрадное)
  - Улица Мориса Тореза (ныне — Рассветная ул.) (Днепр)
  - Улица Мориса Тореза (ныне — Березановская ул.) (Кременчуг)
  - Улица Мориса Тореза (Лисичанск)
  - Улица Мориса Тореза (Макеевка)
  - Улица Мориса Тореза (Слоним)
  - Улица Мориса Тореза (ныне — ул. В. Радостовца) (Алма-Ата)
  - Улица Мориса Тореза (Семей)

### Киновоплощения
В киноэпопее «Солдаты свободы» (1977) роль Мориса Тореза сыграл Борис Белов

### В филателии

Почтовые марки
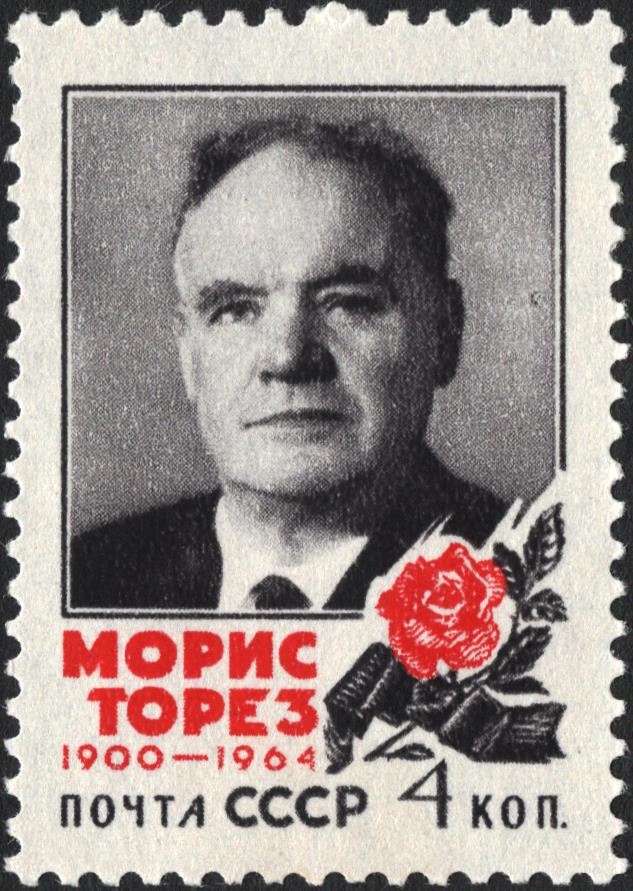
Почтовая марка СССР. 1964 год, 4 копейки
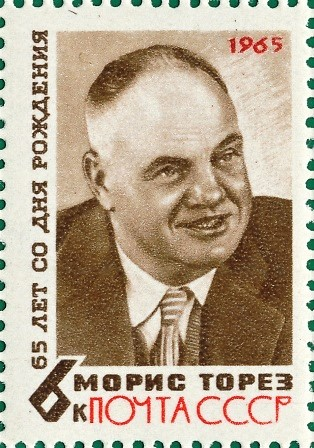
Почтовая марка СССР. 1965 год, 6 копеек